# Visões religiosas e filosóficas de Albert Einstein

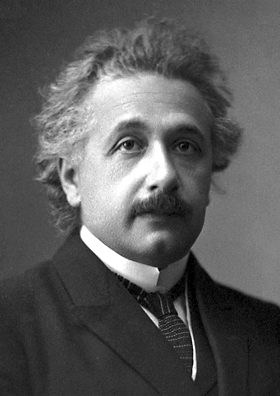
Albert Einstein, 1921

Os posicionamentos e as opiniões filosóficas e perspectivas religiosas de Albert Einstein foram amplamente estudadas e muitas vezes mal compreendidas. Albert Einstein afirmou “Eu acredito no Deus de Spinoza”. Ele não acreditava num Deus pessoal que se preocupasse com o destino e as ações dos seres humanos, uma visão que ele descreveu como ingênua. Ele ratificou, entretanto, que “não sou ateu”, preferindo chamar a si mesmo de agnóstico, ou de “descrente religioso”. Em outras entrevistas, ele afirmou pensar que existe um "legislador" que estabelece as leis do universo. Einstein também afirmou que não acreditava na vida após a morte, acrescentando “uma vida é suficiente para mim”. Ele esteve intimamente envolvido durante sua vida com vários grupos humanistas. Einstein rejeitou um conflito entre ciência e religião, e sustentou que a religião cósmica era necessária para a ciência.

## Crenças religiosas
O próprio Albert Einstein afirmou: "Não sou ateu e não creio que possa me chamar de panteísta… Acredito no Deus de Spinoza que se revela na harmonia ordenada do que existe, não em um Deus que se preocupa consigo mesmo com destinos e ações dos seres humanos". Einstein acreditava que o problema de Deus era o "mais difícil do mundo" - uma questão que não poderia ser respondida "simplesmente com sim ou não". Ele admitiu que “o problema envolvido é vasto demais para nossas mentes limitadas”.
Einstein explicou a sua visão sobre a relação entre ciência, filosofia e religião nas suas palestras de 1939 e 1941: “A ciência só pode ser criada por aqueles que estão completamente imbuídos da aspiração à verdade e à compreensão. a esfera da religião", porque "o conhecimento do que é não abre a porta diretamente para... o que deveria ser o objetivo das nossas aspirações humanas." Todas as aspirações "existem numa sociedade saudável como tradições poderosas" que "nascem não através da demonstração, mas através da revelação, através de personalidades poderosas. Não se deve tentar justificá-las, mas sim sentir a sua natureza de forma simples e clara. Os princípios mais elevados para as nossas aspirações e julgamentos são-nos dados na tradição religiosa judaico-cristã".

### Primeira infância
Einstein foi criado por pais judeus seculares e frequentou uma escola primária pública católica local em Munique. Em suas Notas Autobiográficas, Einstein escreveu que havia perdido gradualmente a fé ainda na infância:
[...] Cheguei — embora fosse filho de pais totalmente irreligiosos (judeus) — a uma profunda religiosidade, que, no entanto, chegou a um fim abrupto aos doze anos de idade. Através da leitura de livros científicos populares, logo cheguei à convicção de que muitas das histórias da Bíblia não podiam ser verdadeiras. A consequência foi uma orgia positivamente fanática de pensamento livre, juntamente à impressão de que a juventude está a ser intencionalmente enganada pelo Estado através de mentiras; foi uma impressão esmagadora. Dessa experiência surgiu a desconfiança em relação a todo tipo de autoridade, uma atitude cética em relação às convicções que estavam vivas em qualquer ambiente social específico – uma atitude que nunca mais me abandonou, embora, mais tarde, tenha sido temperada por uma melhor percepção. nas conexões causais.

É bastante claro para mim que o paraíso religioso da juventude, assim perdido, foi uma primeira tentativa de libertar-me das cadeias do “meramente pessoal”, de uma existência dominada por desejos, esperanças e sentimentos primitivos. Lá fora havia este enorme mundo, que existe independentemente de nós, seres humanos, e que se apresenta diante de nós como um grande e eterno enigma, pelo menos parcialmente acessível à nossa inspeção e pensamento. A contemplação deste mundo acenava como uma libertação, e logo percebi que muitos homens que aprendi a estimar e a admirar encontraram liberdade e segurança interiores em sua busca. A compreensão mental deste mundo extrapessoal dentro da estrutura das nossas capacidades apresentou-se à minha mente, meio consciente, meio inconscientemente, como um objetivo supremo. Homens igualmente motivados do presente e do passado, bem como os insights que alcançaram, eram os amigos que não podiam ser perdidos. O caminho para este paraíso não era tão confortável e atraente quanto o caminho para o paraíso religioso; mas mostrou-se confiável e nunca me arrependi de tê-lo escolhido.

### Deus pessoal
Einstein expressou seu ceticismo em relação à existência de um deus antropomórfico, como o Deus das religiões abraâmicas, muitas vezes descrevendo essa visão como "ingênua" e "infantil". Numa carta de 1947, ele afirmou: “Parece-me que a ideia de um Deus pessoal é um conceito antropológico que não posso levar a sério”. Numa carta a Beatrice Frohlich em 17 de dezembro de 1952, Einstein afirmou: "A ideia de um Deus pessoal é bastante estranha para mim e parece até ingénua."
Solicitado por seu colega LEJ Brouwer, Einstein leu o livro Choose Life, do filósofo Eric Gutkind, uma discussão sobre a relação entre a revelação judaica e o mundo moderno. Em 3 de janeiro de 1954, Einstein enviou a seguinte resposta a Gutkind: “A palavra Deus não é para mim nada mais do que a expressão e o produto das fraquezas humanas, a Bíblia é uma coleção de lendas honradas, mas ainda primitivas, que são, no entanto, bastante infantis. ... Para mim, a religião judaica, como todas as outras religiões, é uma encarnação das superstições mais infantis." Em 2018, sua carta para Gutkind foi vendida por US$ 2,9 milhões.
Em 22 de março de 1954, Einstein recebeu uma carta de Joseph Dispentiere, um imigrante italiano que havia trabalhado como maquinista experimental em Nova Jersey . Dispentiere declarou-se ateu e ficou desapontado com uma reportagem que classificou Einstein como convencionalmente religioso.

Em seu livro Idéias e Opiniões (1954), Einstein afirmou: “Em sua luta pelo bem ético, os professores de religião devem ter a estatura necessária para abandonar a doutrina de um Deus pessoal, isto é, abandonar aquela fonte de medo e esperança que no passado colocou um poder tão vasto nas mãos dos sacerdotes." Em dezembro de 1922, Einstein disse o seguinte sobre a ideia de um salvador: "As tradições denominacionais só posso considerar histórica e psicologicamente; elas não têm outro significado para mim.

### Panteísmo e o Deus de Spinoza
Einstein explorou a ideia de que os humanos não podiam compreender a natureza de Deus. Em uma entrevista publicada no livro Glimpses of the Great (1930), de George Sylvester Viereck, Einstein respondeu a uma pergunta sobre se ele se definia ou não como panteísta. Ele explicou:
Sua pergunta é a mais difícil do mundo. Não é uma pergunta que eu possa responder simplesmente com sim ou não. Eu não sou ateu. Não sei se posso me definir como panteísta. O problema envolvido é vasto demais para nossas mentes limitadas. Não posso responder com uma parábola? A mente humana, por mais treinada que seja, não consegue compreender o universo. Estamos na posição de uma criança entrando em uma enorme biblioteca cujas paredes estão cobertas até o teto com livros em diversas línguas. A criança sabe que alguém deve ter escrito aqueles livros. Não sabe quem ou como. Não entende os idiomas em que estão escritos. A criança nota um plano definido na disposição dos livros, uma ordem misteriosa que ela não compreende, mas apenas suspeita vagamente. Essa, parece-me, é a atitude da mente humana, mesmo a maior e mais culta, em relação a Deus. Vemos um universo maravilhosamente organizado, obedecendo a certas leis, mas compreendemos as leis apenas vagamente. Nossas mentes limitadas não conseguem compreender a força misteriosa que move as constelações. Sou fascinado pelo Panteísmo de Spinoza. Admiro ainda mais suas contribuições para o pensamento moderno. Spinoza é o maior dos filósofos modernos, porque é o primeiro filósofo que trata da alma e do corpo como uma coisa só, e não como duas coisas separadas.
Einstein declarou: "Minhas opiniões são próximas às de Spinoza: admiração pela beleza e crença na simplicidade lógica da ordem que podemos compreender humildemente e apenas imperfeitamente. Acredito que temos que nos contentar com nosso conhecimento e compreensão imperfeitos e tratar valores e obrigações morais como um problema puramente humano – o mais importante de todos os problemas humanos.” 
Em 24 de abril de 1929, Einstein telegrafou ao rabino Herbert S. Goldstein em alemão: “Acredito no Deus de Spinoza, que se revela na harmonia de tudo o que existe, não num Deus que se preocupa com o destino e os feitos da humanidade”. Ele expandiu isso nas respostas que deu à revista japonesa Kaizō em 1923:
A investigação científica pode reduzir a superstição, encorajando as pessoas a pensar e ver as coisas em termos de causa e efeito. É certo que uma convicção, semelhante ao sentimento religioso, da racionalidade e inteligibilidade do mundo está por trás de todo trabalho científico de ordem superior. [...] Essa crença firme, uma crença ligada a um sentimento profundo, numa mente superior que se revela no mundo da experiência, representa a minha concepção de Deus. Na linguagem comum isto pode ser descrito como “panteísta” (Spinoza).

### Agnosticismo e ateísmo
Einstein disse que as pessoas poderiam chamá-lo de agnóstico em vez de ateu, afirmando: "Eu tenho dito repetidamente que, na minha opinião, a ideia de um deus pessoal é infantil. Você pode me chamar de agnóstico, mas não compartilho do espírito de cruzada. do ateu profissional cujo fervor se deve principalmente a um doloroso ato de libertação dos grilhões da doutrinação religiosa recebida na juventude. Prefiro uma atitude de humildade que corresponda à fraqueza da nossa compreensão intelectual da natureza e do nosso próprio ser. Numa entrevista publicada pelo poeta alemão George Sylvester Viereck, Einstein afirmou: "Não sou ateu." De acordo com o Príncipe Hubertus, Einstein disse: "Em vista de tal harmonia no cosmos que eu, com minha mente humana limitada, sou capaz de reconhecer, ainda há pessoas que dizem que Deus não existe. Mas o que realmente me faz irritado é que eles me citam para apoiar tais pontos de vista."
Em 1945, Guy Raner Jr. escreveu uma carta a Einstein, perguntando-lhe se era verdade que um padre jesuíta fez com que Einstein se convertesse do ateísmo. Einstein respondeu: "Nunca conversei com um padre jesuíta em minha vida e estou surpreso com a audácia de contar tais mentiras sobre mim. Do ponto de vista de um padre jesuíta, sou, é claro, e sempre fui ateu. . .. É sempre enganoso usar conceitos antropomórficos ao lidar com coisas fora da esfera humana - analogias infantis. Temos que admirar com humildade a bela harmonia da estrutura deste mundo - até onde podemos compreendê-la, e isso é tudo".
Em uma carta de 1950 a M. Berkowitz, Einstein afirmou que "Minha posição em relação a Deus é a de um agnóstico . Estou convencido de que uma consciência vívida da importância primordial dos princípios morais para a melhoria e o enobrecimento da vida não precisa da ideia de um legislador, especialmente um legislador que trabalha com base na recompensa e na punição”.
Segundo o biógrafo Walter Isaacson, Einstein estava mais inclinado a difamar os ateus do que as pessoas religiosas. Einstein disse em correspondência: "[Os] ateus fanáticos... são como escravos que ainda sentem o peso das correntes que se libertaram após dura luta. Eles são criaturas que—em seu rancor contra o tradicional 'ópio de as pessoas'—não podem ouvir a música das esferas". Embora ele não acreditasse em um Deus pessoal, ele indicou que nunca procuraria combater tal crença porque "tal crença me parece preferível à falta de qualquer perspectiva transcendental".
Einstein, em uma carta manuscrita de uma página e meia em alemão ao filósofo Eric Gutkind, datada de Princeton, Nova Jersey, 3 de janeiro de 1954, um ano e três meses e meio antes de sua morte, escreveu: " A palavra Deus não é para mim nada além da expressão e produto das fraquezas humanas, a Bíblia é uma coleção de lendas veneráveis, mas ainda bastante primitivas. Nenhuma interpretação, por mais sutil que seja, pode (para mim) mudar alguma coisa sobre isso. [... ] Para mim, a religião judaica, como todas as outras religiões, é uma encarnação da superstição mais infantil. [...] Não consigo ver nada de 'escolhido' neles [o povo judeu ]".

### Vida após a morte
Em 17 de julho de 1953, uma mulher que era pastora batista licenciada enviou a Einstein uma carta perguntando se ele se sentia seguro de alcançar a vida eterna com o Criador. Einstein respondeu: "Não acredito na imortalidade do indivíduo e considero a ética uma preocupação exclusivamente humana, sem nenhuma autoridade sobre-humana por trás dela." Este sentimento também foi expresso no livro de Einstein , The World as I See It (1935): "Não posso conceber um Deus que recompense e castigue suas criaturas, ou que tenha uma vontade do tipo da qual temos consciência em nós mesmos. Um indivíduo que deveria sobreviver à sua morte física também está além da minha compreensão, nem desejo que seja de outra forma; tais noções são para os medos ou o egoísmo absurdo das almas débeis. Basta-me para mim o mistério da eternidade da vida, e o pressentimento do maravilhosa estrutura da realidade, juntamente com o esforço sincero para compreender uma porção, mesmo que tão pequena, da razão que se manifesta na natureza".
Einstein era avesso à concepção abraâmica de Céu e Inferno, particularmente no que se referia a um sistema de recompensa e punição eternas. Numa carta de 1915 ao físico suíço Edgar Meyer, Einstein escreveu: “Vejo apenas com profundo pesar que Deus pune tantos dos Seus filhos pelas suas numerosas estupidezes, pelas quais só Ele próprio pode ser responsabilizado; na minha opinião, apenas os Seus a inexistência poderia desculpá-lo." Ele também declarou: "Não consigo imaginar um Deus que recompense e puna os objetos de sua criação, cujos propósitos sejam modelados segundo os nossos - um Deus, em suma, que seja apenas um reflexo da fragilidade humana. Nem posso acreditar que o indivíduo sobrevive à morte do seu corpo, embora as almas débeis abriguem tais pensamentos através do medo ou de egoísmos ridículos".
Parte da tensão de Einstein com a vida após a morte abraâmica era a sua crença no determinismo e a sua rejeição do livre-arbítrio. Einstein declarou: “O homem que está completamente convencido da operação universal da lei da causalidade não pode, nem por um momento, alimentar a ideia de um ser que interfere no curso dos acontecimentos – isto é, se ele levar realmente a sério a hipótese da causalidade. Ele não tem utilidade para a religião do medo e igualmente pouco para a religião social ou moral. Um Deus que recompensa e pune é inconcebível para ele pela simples razão de que as ações de um homem são determinadas pela necessidade, externa e interna, de modo que aos olhos de Deus ele não pode ser responsável, assim como um objeto inanimado não é responsável pelos movimentos que realiza".